# École pratique d'agriculture
Une école pratique d'agriculture est un établissement d'enseignement qui associe la théorie et la pratique dans le domaine de l'agriculture.
Les écoles pratiques d'agriculture sont des établissements au service du développement rural présents partout dans le monde. Ce sont des établissements qui ont des cours d'application permettant de perfectionner son travail dans un domaine de l'agriculture ou d'accéder ensuite à des établissements d'enseignement supérieur. Elles ont remplacé ce qui s'appelait parfois des fermes-écoles.

## Initiatives de la FAO

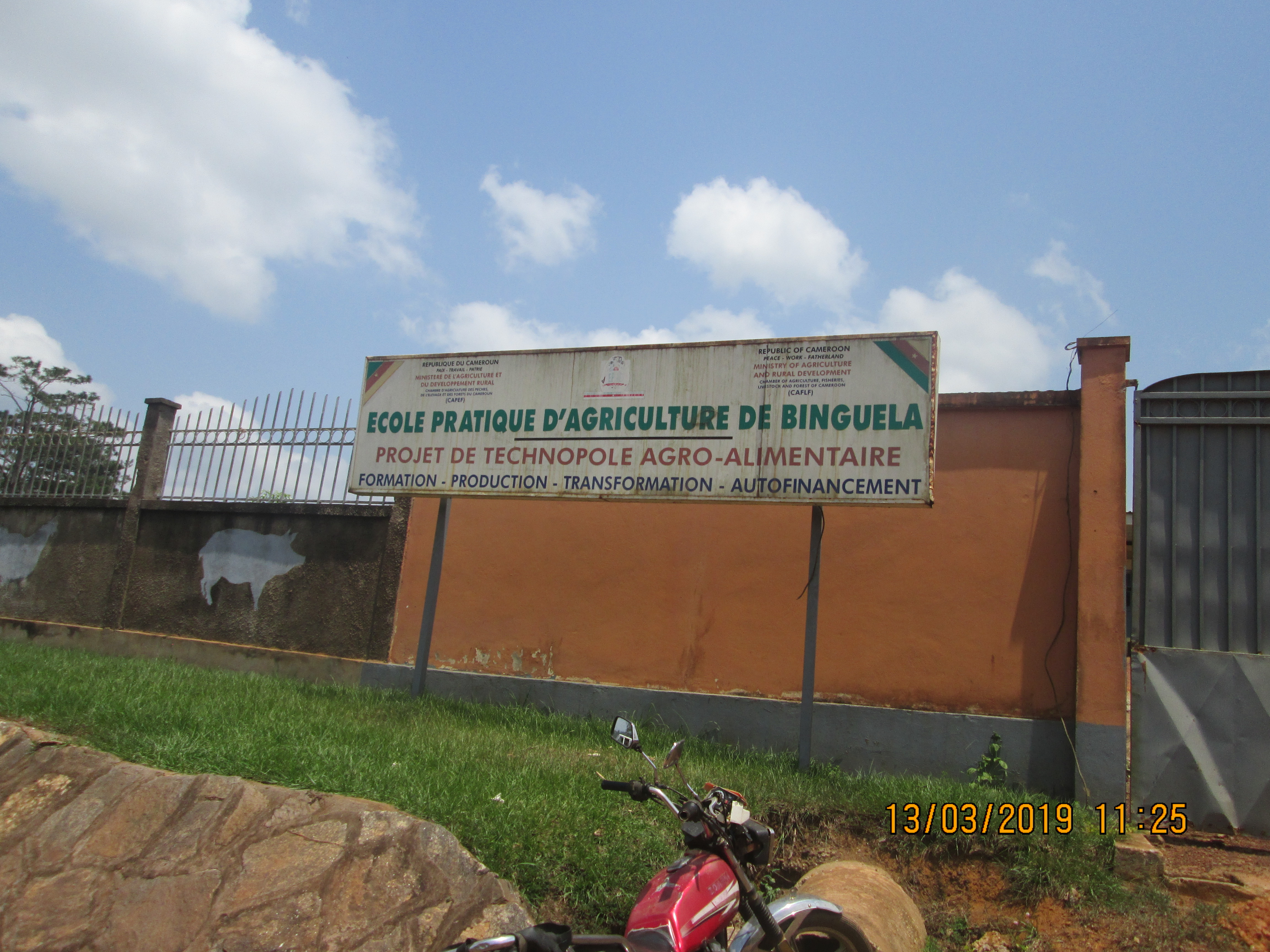
école d'agriculture pratique de Binguela

La FAO encourage la création d'écoles pratiques d'agriculture lorsqu'elles permettent l'éducation des agriculteurs pour réagir face aux difficultés. Ce sont des groupes d’agriculteurs, de pasteurs ou de pêcheurs qui s'engagent dans un processus d’apprentissage par l’expérience, accompagné d'analyses critiques pour permettre de mieux comprendre les agroécosystèmes. Les écoles d'agriculture ont été utilisées pour la gestion de la chenille de la légionnaire d’automne.
La FAO a initié une approche participative au Maroc, en appui de la stratégie agricole Marocaine établie en 2007 par le ministère de l'Agriculture et des Pêches intitulée : Plan vert pour le Maroc. Il s'agit de mettre en lien les institutions universitaires de recherche et des organisations de producteurs. Les écoles pratiques d'agriculture jouent un rôle pour la transmission des résultats des activités de recherche.

## Fonds européen de développement
L'école pratique d'agriculture de Binguéla au Cameroun, a été créée en 1962 par le fonds européen de développement.

## Histoire

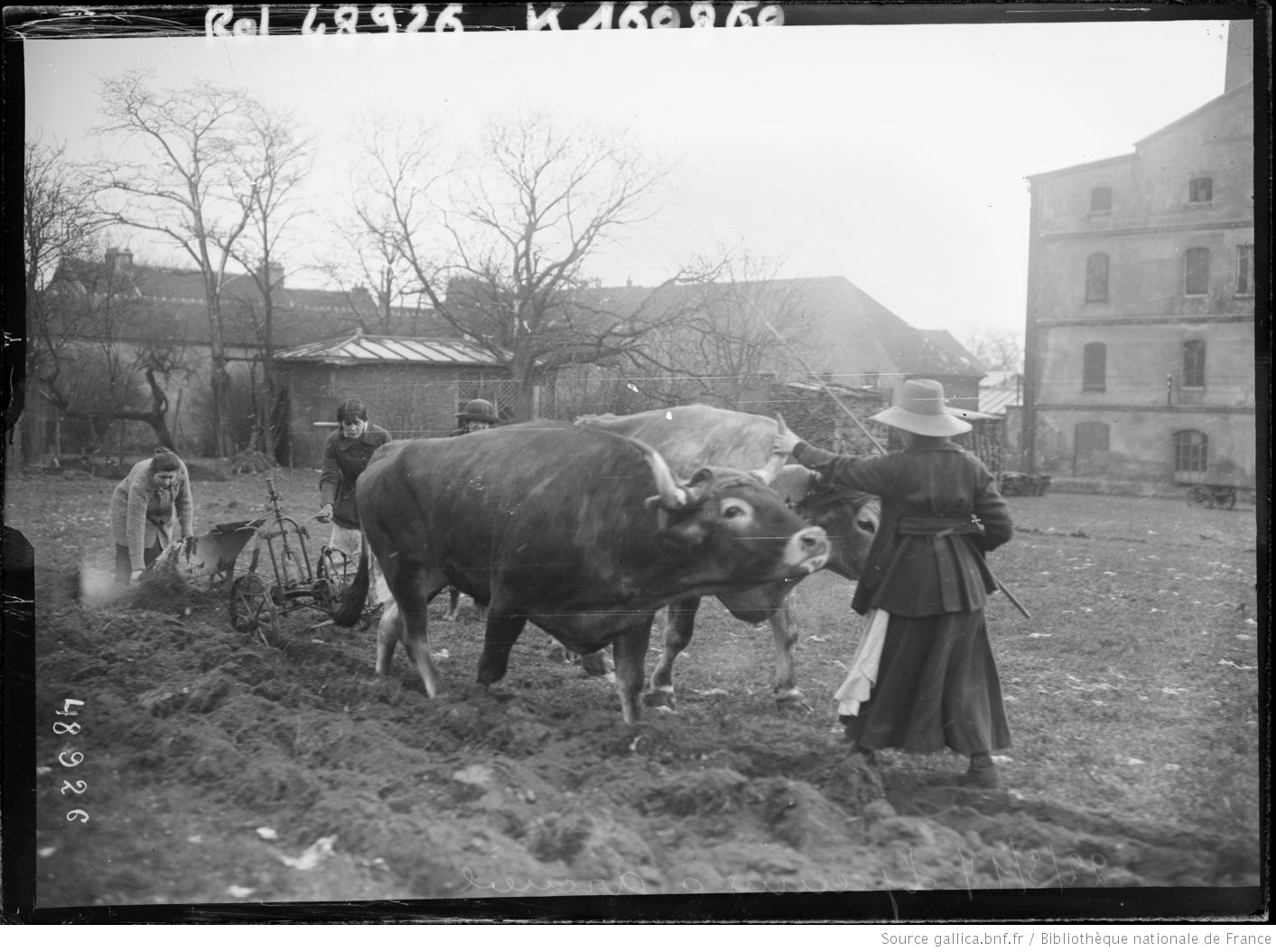
Lycéennes à Arcueil dans le Val de Marne en 1917 (photographie de presse)

### France

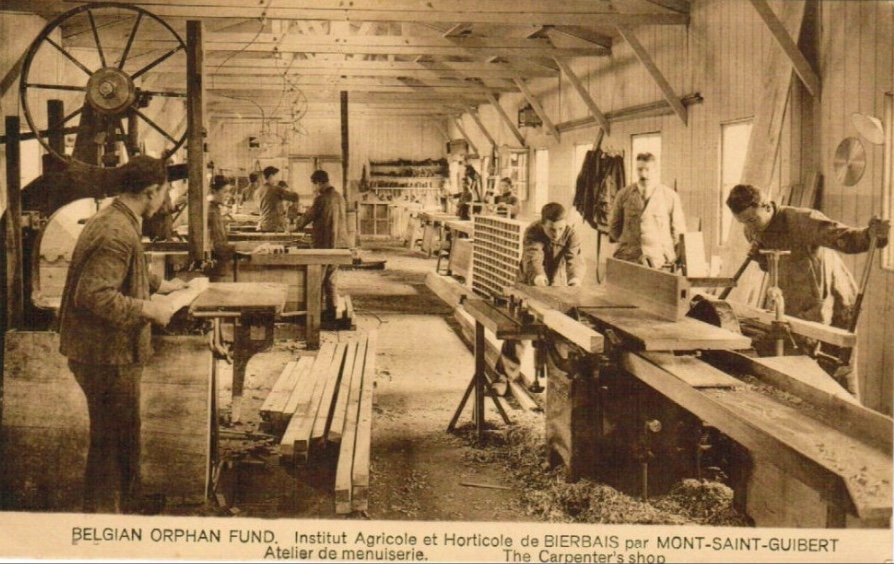
Ferme école de Bierbais en Belgique

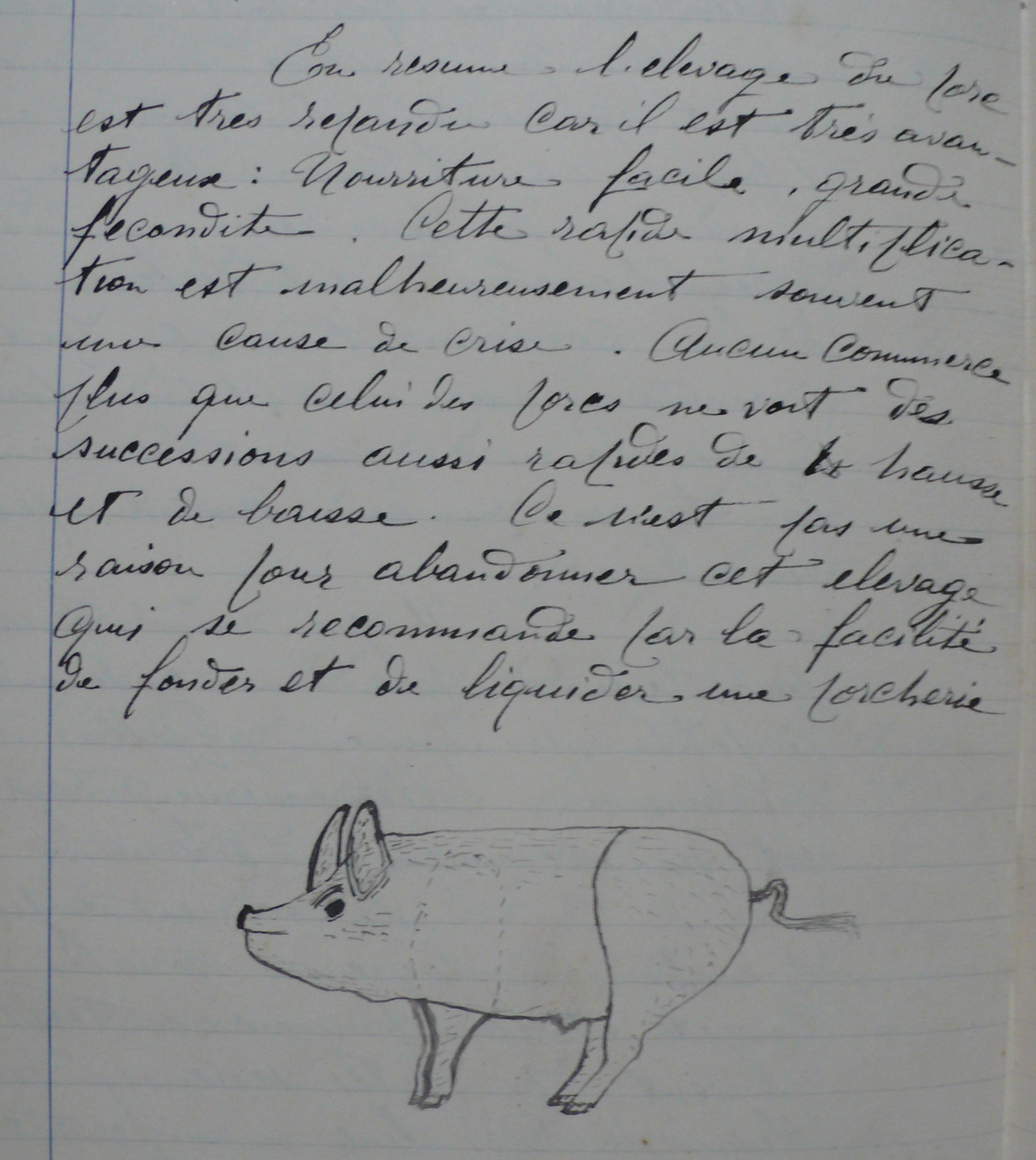
Cours de zootechnie extrait d'un cahier d'élève du Lycée agricole de Ploërmel (Morbihan)

Les écoles pratiques d'agriculture sont créées par la loi du 30 juillet 1875. Ce sont des établissements initiés par le ministère de l’agriculture. C'est un échelon intermédiaire qui se place entre les écoles nationales et les fermes-écoles. Les écoles pratiques d’agriculture, d’horticulture, de viticulture, de laiterie avaient une prédominance de la pratique sur la théorie tandis que les fermes écoles, fruitières, fromageries écoles, écoles de laiterie, écoles d’aviculture, étaient des écoles d’apprentissage enseignement purement pratique. 
Les enfants sont recrutés directement à la sortie de l’école primaire. Les études durent 2 ans. Un certificat d’instruction ou diplôme était délivré à la sortie. Dans la plupart des écoles pratiques, les jeunes gens recevaient aussi une certaine instruction militaire, on leur apprenait le maniement du fusil et les rudiments de métier de soldat. Les élèves peuvent ensuite intégrer l'une des trois écoles nationales supérieures agronomiques (Grignon, Grandjouan-Rennes ou La Saulsaie-Montpellier). 
Une part égale dédiée à la théorie et à la pratique : l'enseignement technique se déroule dans la matinée et l'enseignement pratique dans l’après-midi. Elles appartiennent aux départements ou à de simples particuliers et sont administrés par ceux ci à leurs risques et périls. L’État payait les frais du personnel enseignant mais ne prenait pas part à la gestion du domaine. Leur organisation varie dans chaque localité (horaires, programme, méthodes). 
En 1889, il y avait vingt-sept écoles pratiques de garçons en France, ce nombre est passé à trente-neuf en 1893. Certaines de ces écoles sont spécialisées en viticulture, comme c'est le cas de l'école de Rouïba en Algérie ou  en travaux de laiterie comme celle de Poligny (Jura). En 1903 : tous les départements sont pourvus d'écoles pratiques d'agriculture. En 1913, on compte trente-sept écoles pratiques d'agriculture accueillant près de 1 300  élèves, ainsi qu'une multitude d'autres cours et écoles,. 
Certaines fondations étaient des œuvres charitables d'origine privée. Par exemple Alexandre Massé décide d'ouvrir une école pratique d'agriculture pour prendre en charge les orphelins qui sortaient à 13 ans de l'Asile de Quimper sans avoir un métier. Son école pouvait recevoir 32 orphelins âgés de 13 à 18 ans dans son domaine de Kerbernez, dans la commune de Plomelin, à partir de 1901. L'établissement est progressivement devenu un lycée agricole,.
Ces écoles ont évolué pour devenir des lycées agricoles.

### Algérie
l'École Nationale d’Agriculture située à El-Harrach s'est d'abord installée en 1905 dans la commune de Maison-Carrée, qui est l'ancienne école Pratique d'Agriculture fondée en 1880. 

#### Généralités sur l'enseignement agricole
- Histoire de l'enseignement agricole en France
- Enseignement agricole en France

#### Exemples d'écoles pratiques d'agriculture
- École pratique d'agriculture des Trois-Croix